# Internationale Autobus-Onderneming

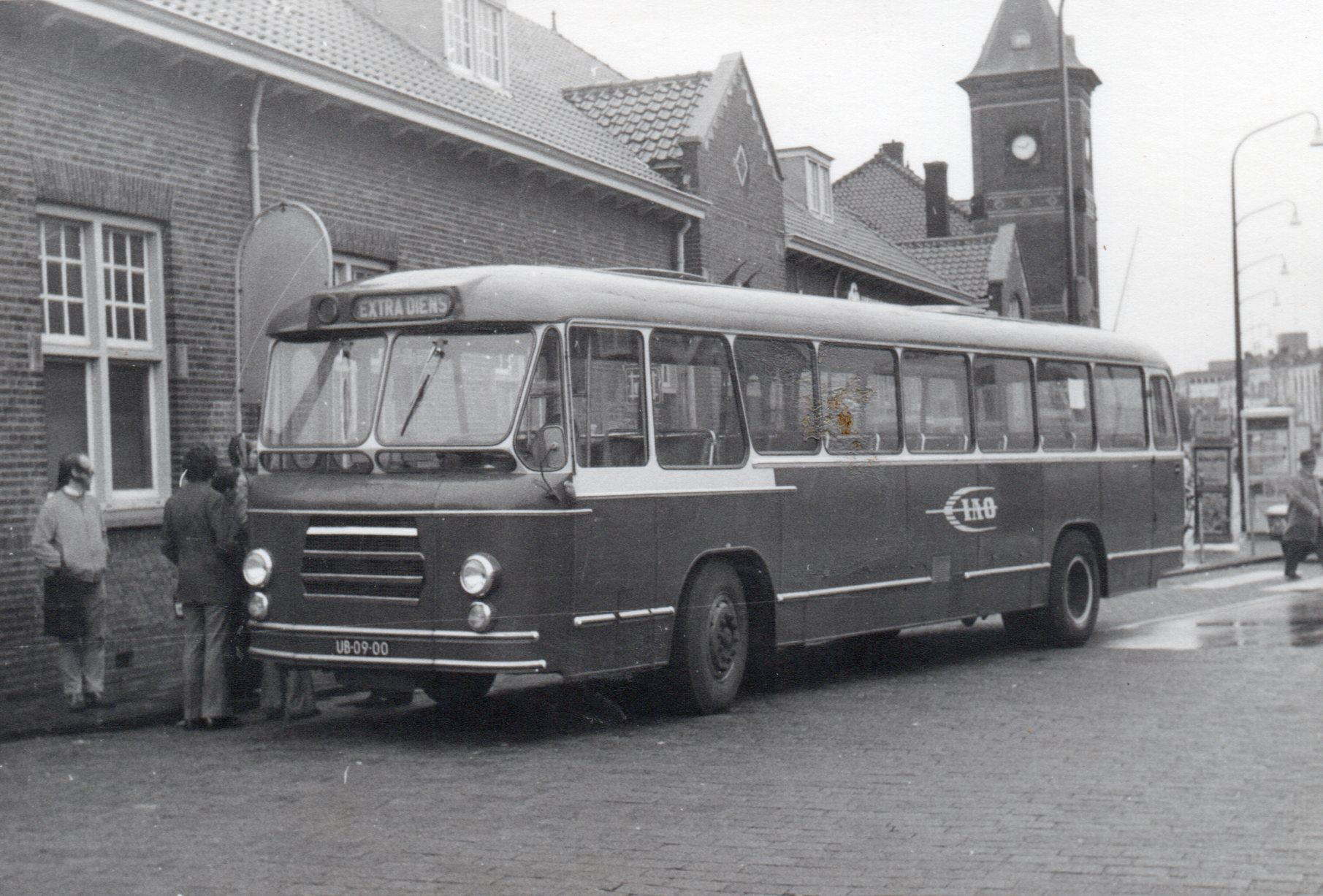
Kromhout-bus 14 met Kusters-carrosserie, bouwjaar 1960, van de IAO (firma W.J. Römkens) in Eygelshoven, foto ± 1974

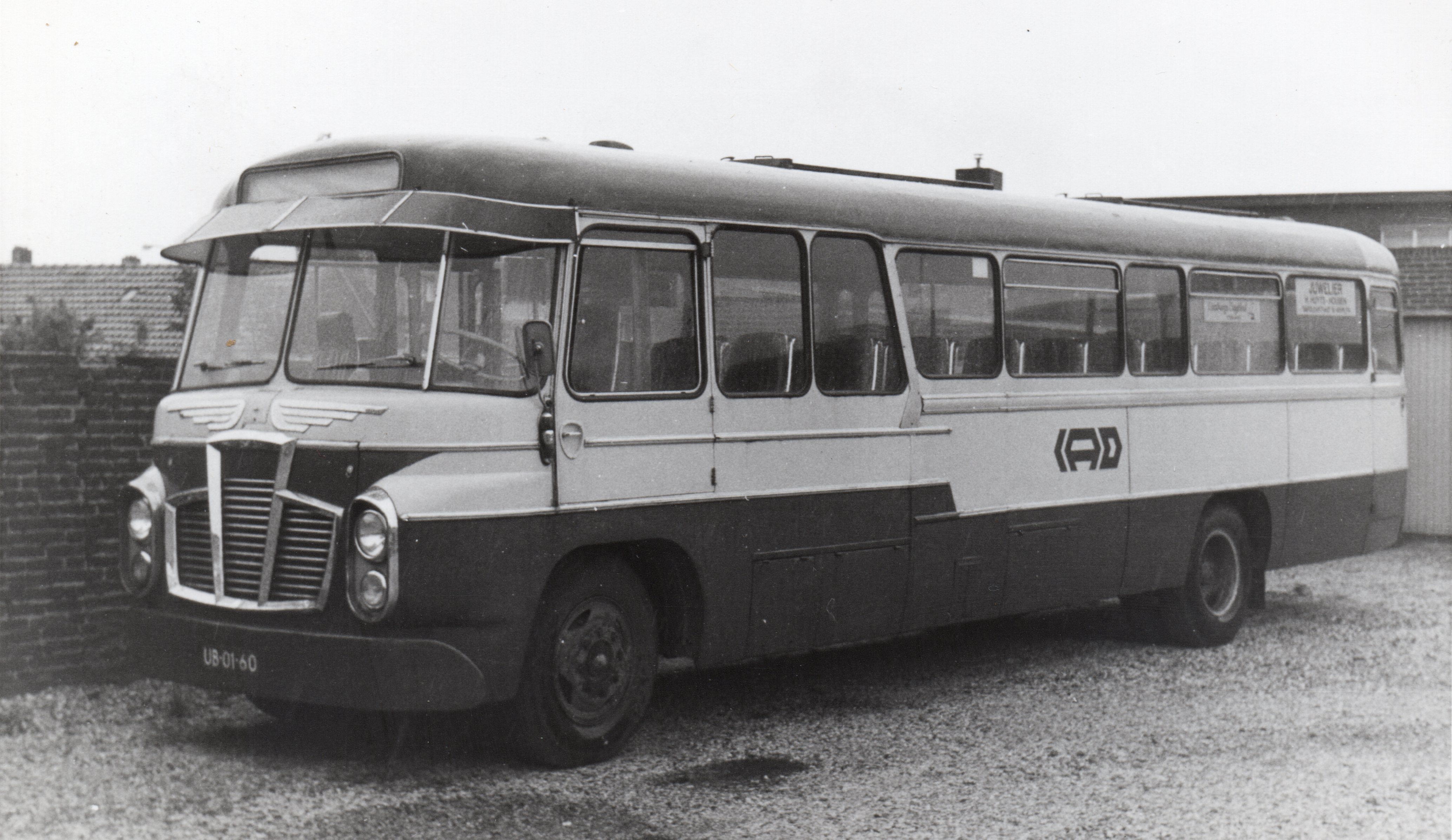
DAF-bus 19 met Van Rooijen-carrosserie, bouwjaar 1960 van de IAO (firma Van Kan) te Nieuwenhagen, foto ± 1974

NV Internationale Autobus-Onderneming (IAO) is een voormalig openbaarvervoerbedrijf in Zuid-Limburg (Nederland), gevestigd in Eygelshoven en Nieuwenhagen, dat bestaan heeft van 1938 tot 1986. Met het bijvoeglijk naamwoord "Internationale" in de bedrijfsnaam werd te kennen gegeven dat de IAO-buslijnen (op drie plaatsen) de Nederlands-Duitse grens overschreden.

## Geschiedenis
IAO is ontstaan uit de voormalige busbedrijven Römkens & Kemperdick te Eygelshoven en Van Kan te Nieuwenhagen. Walter J. Römkens begon in 1924 met zijn halfbroer Wiel Kemperdick een busdienst van Heerlen naar Haanrade. In 1928 kreeg dit bedrijf een vergunning voor het traject naar de Duitse plaats Herzogenrath. Na het overlijden van Kemperdick in 1934 kocht Römkens de familie uit en ging aanvankelijk alleen verder, maar in 1937 werd toch een officiële samenwerking aangegaan met het bedrijf van de dochters Maria en Tini Kemperdick. Op 5 juli 1937 werd de fusie bij akte bekendgemaakt en ontstond de NV Internationale Autobus-Onderneming. Op 1 april 1938 werd dit officieel een feit.
Het bedrijf van Pieter Joseph Hubert van Kan te Nieuwenhagen was in 1924 opgericht door de ondernemer J.M. Meijers, van wie hij het in 1927 kocht. Hij exploiteerde lijnen van Heerlen via Waubach naar de Duitse plaatsen Geilenkirchen en Palenberg. In 1939 zette hij zijn bedrijf om in een naamloze vennootschap, de NV Nieuwenhaagsche Autobusdienst Onderneming (NADO), die in de oorlog (niet uit vrije wil, maar onder druk van de Commissie Vergunningen Personenvervoer) samenging met de IAO.
Hoewel beide ondernemingen officieel gefuseerd waren, duurde dat niet lang. In 1946 werd de IAO weer gesplitst en bestond voortaan alleen op papier als houder van de gemeenschappelijke concessie. Het vervoer werd uitbesteed aan de twee deelnemers in de naamloze vennootschap, die hun eigen lijnen bleven rijden. Beide ondernemingen hadden hun eigen wagenpark en personeel en droegen de namen W.J. Römkens' Autobus Onderneming en Van Kan's Garage- en Autobusonderneming. Naar buiten vormden zij een eenheid in dezelfde rood-crèmekleurige huisstijl onder de naam IAO, waarbij de bussen van Römkes meer rood waren terwijl bij die van Van Kan het crème overheerste.
In Zuid-Limburg werd vanaf 1956 samengewerkt met de LTM te Heerlen en EBAD te Beek. Vanaf 1967 organiseerde de LTM het vervoer van schoolkinderen van het Amerikaanse Afcent-personeel in samenwerking met EBAD, IAO en touringcarbedrijf Fortuna Cars.
Het streekvervoer per bus was in dit deel van Limburg versnipperd over een groot aantal bedrijven. Daarom werd in 1969 op initiatief van de Commissie Vergunningen Personenvervoer besloten tot een samenwerkingsverband in oostelijk Zuid-Limburg. Het betrof hier LTM, IAO, Mulder te Hoensbroek en De Valk te Valkenburg. Vanaf 1974 publiceerden deze bedrijven samen met Meussen te Maastricht een gezamenlijke dienstregeling. In 1978 fuseerden LTM, EBAD en Nedam's Autobus Onderneming (NAO) te Roermond tot Verenigd Streekvervoer Limburg (VSL), gevestigd te Heerlen. De IAO bleef toen nog onafhankelijk.
De provincie wilde echter het openbaar vervoer in Midden- en Zuid-Limburg onder één noemer brengen en VSL kocht de laatste particuliere bedrijven langzaam op. De IAO werd als laatste particuliere ondernemer opgekocht, in twee fasen. In 1984 droeg Van Kan zijn lijnen en personeel over aan VSL. Hij bleef onder de naam Van Kan Tours nog enige jaren actief als toervervoerder. Op 1 juni 1986 volgde Römkens en kwam er officieel een einde aan de IAO. Daarna verzorgde VSL nog tot en met 1994 het openbaar vervoer in de regio, totdat het op 1 januari 1995 met Zuidooster fuseerde tot Hermes.